# Classe Sa'ar 3
Le motocannoniere lanciamissili della Classe Sa'ar 3 (ebraico: סער, italiano: tempesta) sono state l'ultima evoluzione delle Sa'ar costruite in Francia dai Chantiers de Normandie di Cherbourg su progetto tedesco dei cantieri Lürssen per la Marina militare israeliana e rappresentano un miglioramento del tipo Sa'ar 2. Rispetto alle unità del tipo precedente vennero eliminati il sonar e ogni armamento antisommergibile e vennero eliminati anche i cannoni da 40/70 che facevano parte dell'armamento delle due serie precedenti: al posto del cannone prodiero venne installato un cannone singolo da 76mm Compatto di nuova generazione di fabbricazione italiana, costruito dalla Oto Melara di La Spezia e gli altri due pezzi da 40/70, collocati posteriormente alla sovrastruttura vennero sostituiti da due lanciamissili tripli per missili Gabriel. Per il resto le Sa'ar III erano uguali alle serie precedenti, con lo scafo in acciaio e la sovrastruttura in lega leggera ed erano equipaggiate con motori Maybach sovralimentati, che erogavano in totale 13600 CV, consentendo alle unità di raggiungere velocità di oltre 40 nodi.
L'elettronica era costituita da radar di navigazione e ricerca Thomsom C5f Nettuno, radar di tiro Selenia Orion e da una suite per la guerra elettronica notevole per i tempi e per unità di questo tipo e che avrebbe fatto la differenza quando in occasione della guerra del Kippur queste unità hanno fonteggiato unità omologhe dei paesi arabi.

## Unità
Le unità del tipo Sa'ar 3 furono sei, entrate in servizio nel 1970:
- INS Sa'ar (331)
- INS Sufa (332)
- INS Ga'ash (333)
- INS Herev (341)
- INS Hanit (342)
- INS Hez (343)

Tutte le unità navali sono state ritirate dal servizio. Nel 1988 "Hez" e "Hanit" vennero vendute al Cile e nella Marina cilena vennero ribattezzate rispettivamente "Covadonga" e "Iquique".

## L'affare Cherbourg
Le navi di questa classe furono al centro di un caso diplomatico tra Francia e Israele. In seguito alla guerra dei sei giorni il presidente francese De Gaulle decretò l'embargo delle armi ad Israele, ma tale clausola al momento escludeva queste imbarcazioni il cui contratto era stato siglato precedentemente e che dovevano essere consegnate prive di armamento.
Le cose però alla fine del 1968 presero una piega più grave per gli israeliani. Il 26 dicembre due terroristi del Fronte Popolare per la Liberazione della Palestina avevano attaccato un aereo della compagnia di bandiera israeliana El Al all'aeroporto di Atene, uccidendo un meccanico israeliano, causando l'immediata rappresaglia delle Forze di Difesa Israeliane, che la notte del 29 dicembre attaccarono l'aeroporto libanese di Beirut, distruggendo al suolo 14 aerei appartenenti alla "Lebanese International Airways", alla Middle East Airlines e alla Trans Mediterranean Airways.
In seguito al verificarsi di questo attacco De Gaulle dichiarò che l'embargo sarebbe stato totale e questo significava anche per le navi in consegna a Cherbourg che erano già state pagate dal governo israeliano. Il 14 gennaio 1969 intanto, una settimana dopo che era stato decretato l'embargo, l'ultima nave del tipo Sa'ar 2 e la "Sa'ar", prima unità del tipo Sa'ar 3, con i loro equipaggi a bordo, dopo avere issato la bandiera israeliana, lasciarono il porto con il loro equipaggio per dirigersi verso Israele. Le autorità portuali di Cherbourg infatti ricevettero una lettera di istruzioni da Parigi solamente due giorni dopo che le navi avevano lasciato il porto della cittadina francese e mentre volavano accuse tra il governo di Parigi e le autorità portuali di Cherbourg, la costruzione delle ultimi cinque motovedette è proseguita come se nulla fosse accaduto, con la supervisione del personale israeliano, e quando le navi erano ormai pronte, forze militari francesi ed autorità doganali, infastidite da accuse di negligenza e complicità tennero d'occhio le navi.
Gli israeliani non avevano alcuna intenzione di rinunciare alle loro imbarcazioni, e avrebbero cercato in tutti i modi di ottenerle, ma Israele non voleva peggiorare i rapporti diplomatici con la Francia già molto complicati per la questione, inoltre in quel momento la guerra di logoramento era in pieno svolgimento, e gli egiziani non avevano difficoltà di ottenere armamenti avanzati dai sovietici, mentre le cinque motovedette erano bloccate e gli ordini dei missili Mirage, già pagati dagli israeliani, inevasi. Gli israeliani decisero così di prendersi le imbarcazioni in un modo da non insospettire i francesi.
Il governo israeliano organizzò l'Operazione Noah e con abile mossa la notte di Natale del 1969 le cinque motovedette israeliane lasciarono il porto francese per dirigersi verso Israele.

## Servizio
Le "Sa'ar 3" ebbero il loro battesimo del fuoco in occasione della guerra del Kippur. Nella notte del 6-7 ottobre 1973 due motovedette della classe, "Hanit" è "Ga'ash" furono tra le unità navali che presero parte alla battaglia di Latakia in cui le unità israeliane affondarono tutte le unità siriane che le fronteggiavano. La "Hanit", nave insegna del comandante della missione di Michael Barkai, nel corso del combattimento affondò con il suo cannone da 76mm una torpediniera siriana. In totale gli israeliani affondarono tre motocannoniere armate di missili Styx del tipo Osa e Komar, una torpediniera e un dragamine.
Il 9 ottobre altre due unità della classe, "Herev" e "Soufa" presero parte alla battaglia di Damietta in cui le motovedette israeliane si fronteggiarono con quattro omologhe egiziane della classe Osa. Nello scontro la "Herev" venne danneggiata e costretta a ritirarsi dal combattimento insieme ad un'altra unità israeliana del tipo Reshev la "Keshet". Lo scontro si concluse con tre motovedette egiziane affondate a fronte di due unità israeliane danneggiate.
L'esito dei due scontri assicurava agli israeliani la superiorità navale. Nel giro di pochi giorni la Marina Israeliana fu in grado di dimostrare non solo il proprio ruolo, generalmente sminuito rispetto alla preponderanza degli altri corpi dell'IDF (esercito e aviazione), ma anche la propria presenza dominante nel Mar Mediterraneo sud-orientale. L'aiuto di nuove tecnologie sviluppate interamente in Israele aveva dato modo di provare anche la bontà dell'apparato industriale israeliano, che usciva, per molti versi, dall'aiuto progettuale e produttivo degli Stati Uniti.

## Ammodernamenti
Le unità vennero modificate nell'armamento rispetto alla configurazione originale con l'eliminazione del lanciamissile triplo dei missili Gabriel posto immediatamente dietro la sovrastruttura, sostituito da uno o due lanciamissili binati per missili Harpoon.

## Modelli successivi
- Sa'ar 4
- Sa'ar 4.5
- Sa'ar 5